# Resolución 1556 del Consejo de Seguridad de las Naciones Unidas
La resolución 1556 del Consejo de Seguridad de las Naciones Unidas, adoptada el 30 de julio de 2004, tras recordar las resoluciones 1502 (2003) y 1547 (2004) sobre la situación en Sudán, exigió que el Gobierno sudanés desarmara a la milicia Janjaweed y llevara ante la justicia a quienes hubieran cometido violaciones de los derechos humanos y del derecho internacional humanitario en Darfur . 
La resolución, la primera de su tipo que aborda la guerra en Darfur, fue aprobada por 13 miembros del Consejo, mientras que China y Pakistán se abstuvieron .  China afirmó que algunas medidas incluidas en el texto de la resolución eran "inútiles", y Pakistán argumentó que el texto final carecía del "equilibrio necesario". 

## Resolución
El Consejo de Seguridad sigue preocupado por la crisis humanitaria y los abusos de los derechos humanos, incluidos los ataques contra civiles que ponen en riesgo miles de vidas. Condenó esos abusos cometidos por todas las partes implicadas en el conflicto, en particular los desplazamientos forzados, las violaciones y la violencia étnica perpetrados por los Janjaweed contra los civiles.  El consejo señaló que el gobierno sudanés había prometido investigar la violencia, procesar a los responsables y desarmar a los Janjaweed.
El preámbulo de la resolución también acogió con beneplácito el liderazgo de la Unión Africana y un comunicado conjunto emitido por el Gobierno sudanés y el Secretario General Kofi Annan el 3 de julio de 2004. Recordó que más de un millón de personas necesitaban ayuda humanitaria urgente y que 200.000 personas habían huido al vecino Chad, lo que aumentaba la presión sobre ese país. El Consejo determinó que la situación constituía una amenaza para la paz y la seguridad internacionales. 
Actuando en virtud del Capítulo VII de la Carta de las Naciones Unidas, el Consejo instó al Gobierno sudanés a cumplir los compromisos asumidos en el comunicado, incluido el levantamiento de las restricciones a la entrega de asistencia humanitaria, a cooperar con una investigación independiente sobre las violaciones de los derechos humanos y a reanudar el diálogo con los grupos disidentes en Darfur, en particular el Movimiento por la Justicia y la Igualdad (JEM) y el Movimiento/Ejército de Liberación de Sudán (SLM/A).  Mientras tanto, aprobó el despliegue de observadores de la Unión Africana en la región de Darfur. Se instó a las partes en el Acuerdo de Cesación del Fuego de N'Djamena de abril de 2004 a trabajar para lograr un acuerdo y se instó a los rebeldes a respetar la Cesación del Fuego y participar en conversaciones de paz.
La resolución exigía que Sudán desarmara a los Janjaweed y llevara a sus líderes a juicio, amenazando con tomar más medidas en caso de incumplimiento por parte del gobierno sudanés.  Al mismo tiempo, se impuso un embargo de armas a los grupos que operan en Darfur del Norte, Darfur del Oeste y Darfur del Sur, incluidos los Janjaweed, que sería revisado si el Consejo determinaba que Sudán había cumplido con sus demandas.  El embargo no se aplicaría al personal de las Naciones Unidas ni al personal humanitario ni a los observadores de derechos humanos.
Se instó a la comunidad internacional a proporcionar asistencia humanitaria a Darfur y al Chad. Finalmente, el mandato de una misión de avanzada establecida en la Resolución 1547 se prorrogó por 90 días, hasta el 10 de diciembre de 2004.